# Nelly Hansen
Nelly Hansen, född Lagesen 13 april 1862 i Gråmanstorps socken, Skåne, död 29 mars 1950 i Søllerøds socken i Danmark, var en dansk-svensk kvinnosakskvinna och fackföreningsperson.

## Biografi
Hansen var dotter till torparen Lage Andersson Lagesson (1833–1870) och hans hustru Assarina Nilsdotter (1833–1892). Som ung flyttade hon från Sverige till Köpenhamn för att arbeta inom tobaksindustrin.
Från 1800-talets slut blev Hansen i Danmark en framträdande kvinnosakskvinna och arbetade inom såväl kvinnorörelsen som fackföreningsrörelsen och politiken. 1887 var hon med och grundade Kvinnliga tobaksarbetares fackförening (De kvindelige Tobaksarbejderes Fagforening), i vars styrelse hon blev ledamot. 1888 deltog Nelly Hansen tillsammans med Elna Nielsen, som också satt i föreningens styrelse, på Tobaksarbejderforbundets första kongress. Förbundet, som omfattade både manliga och kvinnliga tobaksarbetare, grundades året dessförinnan. Vid kongressen valdes Hansen till förbundets styrelse som dess första kvinna.
1890 lämnade Hansen Danmark. Ursprungligen var planen att åka till USA, men hon kom istället att stanna i två år i England. Efter återkomsten blev hon 1894 invald i en ny fackförening för tobaksarbetare, som var en sammanslagning av kvinnornas förening och manliga tobaksarbetares motsvarighet.
Efter att Kvindelig Fremskridtsforening hade bildats 1885 i Danmark, av ett antal utbrytare från Dansk Kvindesamfund, engagerade sig Hansen i föreningen. I KF såväl som i Kvindevalgretsforeningen (KVF) blev hon en van och återkommande talare, tillsammans med bland andra Line Luplau och Matilde Bajer. Hon skrev också återkommande i KF och KVF:s gemensamma tidning Hvad vi vill om kvinnosaksfrågor. Hon blev invald i KVF:s styrelse, och när De samlede Kvindeforeninger grundades som en sammanslutning av olika kvinnorörelser blev hon en representant. 1899 deltog Hansen vid International Council of Womens kongress i London.
1893 gifte sig Hansen med redaktören för Vestjyllands Social-Demokrat. Där fortsatte hon sin fackliga och kvinnosakspolitiska aktivitet. 1906 valdes hon in i De samlede Kvindeforeningers gemensamma styrelse som representant för Esbjerg.
Efter 1910 befann sig Hansen långa perioder utomlands utan att lämna många spår efter sig. Efter återkomst till Danmark hade hon visst politiskt engagemang kvar, huvudsakligen i Socialdemokratisk Kvindeforening. Hon fortsatte sitt engagemang i den socialdemokratiska kvinnorörelsen till 1930, varefter hon levde ett tillbakadraget liv. Sina sista månader tillbringade hon på ett sjukhem i Søllerøds kommun.